# Francisco Bressane
Francisco Bressane Azevedo (São Gonçalo do Sapucaí, 21 de abril de 1895 – Rio de Janeiro, 6 de novembro de 1927) foi um jornalista e político brasileiro nascido em São Gonçalo do Sapucaí, em Minas Gerais
Nasceu em 21 de abril de 1895, em São Gonçalo do Sapucaí. Fez seus primeiros estudos na cidade natal, formando-se em Ciências Jurídicas e Sociais em Portugal.

## Carreira Política

### Vereador de São Gonçalo do Sapucaí
Em 1890, foi eleito vereador na sua cidade natal, pelo Partido Republicano Mineiro, ascendendo, rapidamente, a presidência da Câmara e tornando-se agente municipal. Seu mandato durou até 1894.

### Deputado Estadual
Elegeu-se, em 1895, deputado estadual, com mandato até 1898. Na Assembleia Estadual, integrou a Comissão de Instrução Pública, onde defendeu a escola como uma instituição preparatória para a vida e a aplicação da ciência e da literatura em programas escolares.

### Prefeito de Belo Horizonte
Em 1902, foi nomeado, pelo então presidente de Minas Gerais, Francisco Antônio de Sales, prefeito de Belo Horizonte. No cargo, reformou a Biblioteca Municipal, enfrentou as ondas de sarampo, varíola e gripe que assomavam as capitais brasileiras. Além disso, também foi responsável pela construção da represa do córrego Acaba Mundo. Deixou o cargo em 1905.

### Deputado Federal
Eleito para a 27ª Legislatura da Câmara dos Deputados Federais, de 1906 a 1908, por Minas Gerais, passou a integrar a bancada governista de Afonso Pena. Reelegeu-se para as 28ª e 29ª legislaturas, a primeira de 1909 a 1911 e a segunda de 1912 a 1914. No exercício da primeira, exerceu, também, a função de oficial de gabinete do então prefeito de Belo Horizonte Benjamin Franklin Silviano Brandão, além de ter fundado o jornal "A Capital" e se tornado membro da comissão executiva do PRM.
No exercício da segunda, fora encarregado, juntamente com o senador Bueno de Paiva e os deputados Sabino Barroso e Álvaro Botelho, todos por Minas Gerais e do PRM, de se reunir com os governos estaduais para sondar a possibilidade de uma candidatura presidencial mineira, liderada pelo então vice-presidente Venceslau Brás. A campanha obteve êxito, elegendo Brás para a presidência e o então senador pelo Maranhão Urbano Santos, também do PRM, para a vice-presidência.
Reelegeu-se para a 30ª Legislatura, de 1915 a 1917, e para a 31ª Legislatura, de 1918 a 1920. Retirou-se da Câmara ao término da legislação, não retornando mais.

### Inspetor das Escolas Normais de Minas Gerais
Durante o governo de Melo Viana (1924-1926), em Minas Gerais, foi nomeado inspetor das Escolas Normais do Estado. Faleceu em 6 de novembro de 1927, reconhecido como um grande político mineiro.